# Matilda de Rethel
Matilda de Rethel (n. 1091, Rethel – d. 1151) a fost contesă de Rethel de la 1124 până la moarte.
Matilda era fiică a contelui Hugo I de Rethel cu soția sa, Melisenda de Crécy. În 1124, ea a succedat fratelui ei Gervasiu în poziția de contesă suo jure. Ea a condus comitatul în comun cu soțul ei, Odo de Vitry.
Matilda și Odo au avut un fiu, Ithier (n. 1115-d. 1171), care le-a succedat la conducerea comitatului de Rethel.